# Gresham (Oregon)
Gresham – miasto (city) w Stanach Zjednoczonych, w stanie Oregon, w środkowej części hrabstwa Multnomah. W 2010 było zamieszkiwane przez 105 594 osób. Leży w bezpośrednim sąsiedztwie Portland. Wzdłuż północnej granicy miasta przepływa rzeka Kolumbia.
Jest czwartym pod względem liczby ludności miastem w stanie Oregon. W porównaniu do roku 2000, gdy liczba mieszkańców wynosiła 90 205 osób, nastąpił wzrost populacji o przeszło 17%. W 1990 miasto liczyło 68 249 osób. Gęstość zaludnienia w 2010 wynosiła 1740 os./km². W samym roku zajmowało powierzchnię 60,68 km², z czego 0,59 km² stanowiły obszary pod wodami powierzchniowymi.
Pierwsi osadnicy pojawili się w 1851. Prawa miejskie miasto otrzymało w 1905.
W mieście jest ponad 300 akrów parków miejskich, 840 akrów obszarów naturalnych i 8 mil ścieżek.